# Сергійчук Михайло Миколайович
Миха́йло Микола́йович Сергійчу́к (нар. 29 липня 1991, с. Костянтинівка) — український футболіст, нападник аматорського клубу «Маяк» (Сарни).

## Життєпис
Народився в селі Костянтинівка Сарненського району Рівненської області. У футбол почав грати в сарненській спортивній школі в Анатолія Івановича Назарчука, потім продовжив навчання в костопільському спортивному ліцеї-інтернаті «Штурм» у тренера Івана Олександровича Ярути.

### Ігрова кар'єра
Будучи школярем 11-го класу був заявлений у другу лігу за «Верес», де і дебютував у віці 16 років. Наступного року тренер Олег Федорчук запросив Сергійчука в збірну другої ліги групи «А» для участі у Кубку ПФЛ. У півфінальному матчі проти студентської збірної України Сергійчук не реалізував пенальті, зате в матчі за третє місце відзначився двома голами з гри у ворота збірної першої ліги. 
Після цього турніру Федорчук забрав нападника до себе в вінницьку «Ниву», але через високу конкуренцію в цій команді Сергійчук через пів року був змушений повернутися у «Верес». За цей час провів за команду 9 ігор, але голами не відзначився. Потім деякий час грав у чемпіонаті області за «Маяк» (Сарни).
Навесні 2011 року за рекомендацією Івана Ярути тренер «Славутича» Олександр Кирилюк запросив Сергійчука в Черкаси. Михайло грав за «Славутич» з першого офіційного матчу. Виступаючи з командою у чемпіонаті серед аматорів, не забив жодного гола, але щойно колектив підвищився в класі, форвард Сергійчук почав справно забивати, ставши його найкращим бомбардиром в перших двох сезонах у другій лізі.

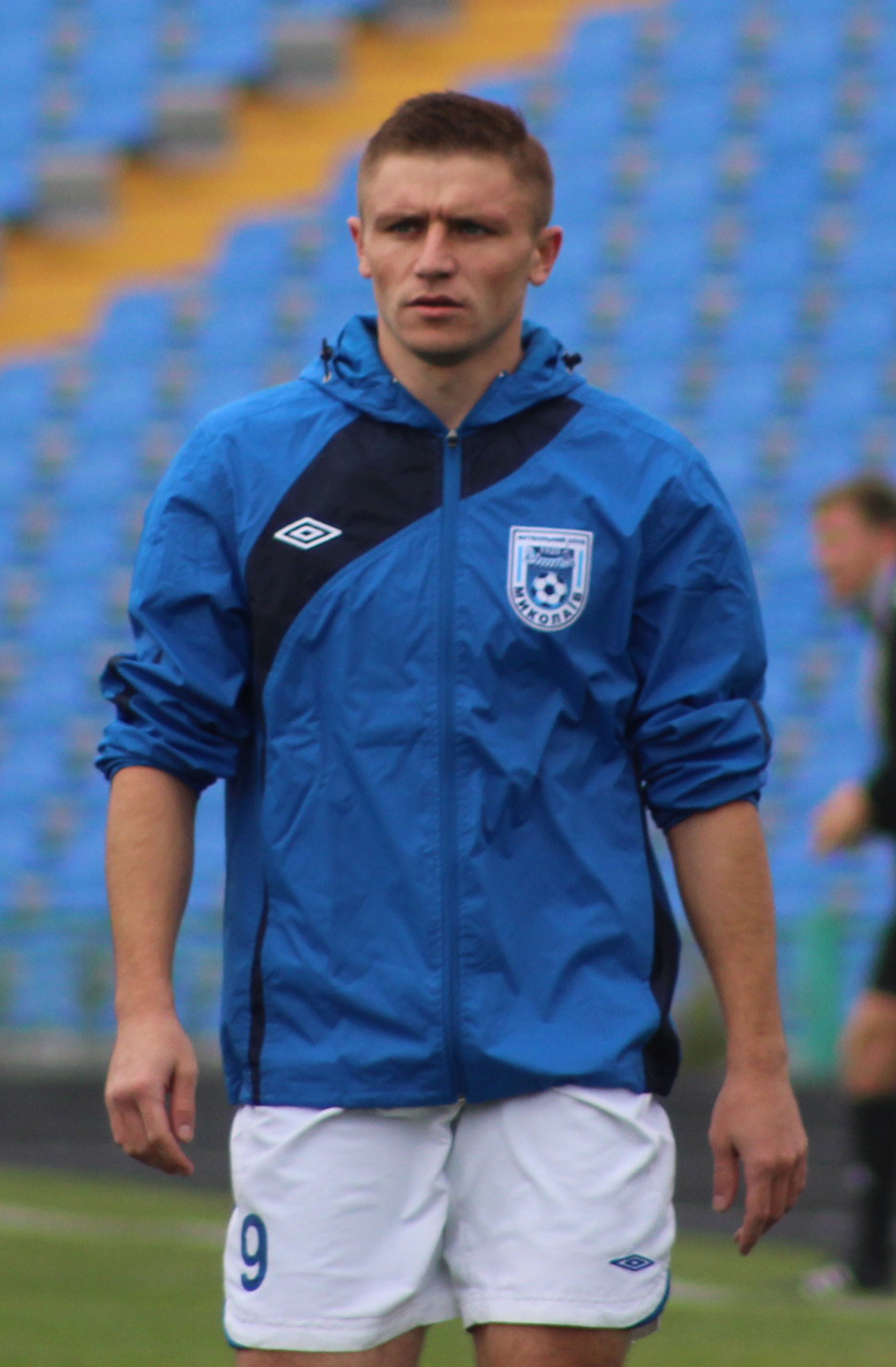
Сергійчук в складі МФК «Миколаїв».

Улітку 2013 року Олег Федорчук очолив «Миколаїв» і знову запросив у свою команду Сергійчука. Цей трансфер був примітний тим, що вперше за десять років «Миколаїв» заплатив гроші за футболіста. Уже в другому матчі у футболці «корабелів» Сергійчук зробив дубль у ворота тернопільської «Ниви», а в жовтні, після матчу Кубка України проти «Миколаєва», тренер донецького «Шахтаря» Мірча Луческу виділив футболіста: «Сподобався 9-й номер, Сергійчук. Він помітно вирізнявся». У березні наступного року нападник покинув «корабелів» у статусі найкращого бомбардира літньо-осінньої частини сезону першої ліги, забивши 10 голів у 20 зіграних матчах.
У березні 2014 року Сергійчук став гравцем львівських «Карпат», з якими уклав контракт до 31 грудня 2018 року. Залишок сезону 2013/14 футболіст провів у молодіжній команді «зелених левів», де зіграв у 5 матчах молодіжної першості. Міжсезоння нападник провів з основним складом львів'ян. Під час зборів відзначився дублем у товариському матчі зі словацькою «Жиліною».
Дебют Сергійчука у Прем'єр-лізі відбувся 3 серпня 2014 року в грі проти донецького «Металурга». Нападник з'явився на полі на 60 хвилині матчу, замінивши Тараса Пучковського. 23 серпня в кубковому матчі проти аматорської «Чайки» (Петропавлівська Борщагівка) (4:0) Сергійчук забив перший гол за «біло-зелених».
Враховуючи відсутність досвіду виступів у елітному дивізіоні, гра Сергійчука у першому повноцінному півріччі в «Карпатах» за рівнем виконавської майстерності, швидкості прийняття рішень, вмінню вибирати позицію і вести єдиноборства виглядала сирою. Свій єдиний гол в поєдинках Прем'єр-ліги він забив лише в 11-му турі, коли відзначився у воротах «Зорі». За словами тренера «Карпат» Богдана Стронціцкого «Михайлу не вистачало стабільності, ігри з гарячим серцем і холодним розумом».
7 серпня 2015 року було оголошено, що Сергійчук перейшов на правах оренди до кінця сезону 2015/16 в ужгородську «Говерлу», при цьому за договором у «Карпат» було право відкликати гравця в зимове трансферне вікно. Загалом у тому чемпіонаті за команду В'ячеслава Грозного провів 17 матчів, в яких відзначився двома забитими голами. 
1 липня 2016 року офіційно повернувся до рівненського «Вереса». Незважаючи на 4 забитих м'ячі у Першій лізі за рівнян 16 лютого 2017 перейшов до «Олімпіка» (Донецьк), який виступав у Прем'єр-лізі. За донецьку команду зіграв 9 ігор в УПЛ і відзначився двома голами. Цікаво, що постраждали від його результативних дій гранди українського футболу: київське «Динамо» та донецький «Шахтар». Улітку 2017 року він знову повернувся до «Вереса», втретє у своїй кар'єрі.
У березні 2018 року підписав угоду з полтавською «Ворсклою», за яку встиг зіграти у 20 матчах чемпіонату і забив три голи, один з яких, знову ж таки, у ворота чемпіона України донецького «Шахтаря». 12 січня 2019 року покинув полтавський клуб після закінчення контракту.
18 січня підписав угоду з чернігівською «Десною». Дебютував в УПЛ за нову команду 31 серпня 2018 року у домашній грі проти одеського «Чорноморця», а два свої м'ячі у чемпіонаті забив колишній команді - полтавській «Ворсклі», коли чернігівчани на виїзді 23 квітня 2019 року зіграли у Полтаві результативну нічию (3:3). 
Залишив «Десну» у червні 2019 році, підписавши півторарічний контракт із найтитулованішим клубом Латвії «Вентспілсом». У чемпіонаті Латвії провів 9 матчів, у яких відзначився одним голом. Також взяв участь у 6 іграх кваліфікаційних раундів ЛЄ, забивши в них 2 м'ячі. В кінці листопада 2019 року за взаємною згодою сторін залишив команду у зв'язку із важкою травмою, яку отримав на одному із тренувань.
У серпні 2020 підписав дворічний контракт із рівненським «Вересом», за який виступав упродовж трьох сезонів. Разом із рівнянами виграв золоті нагороди Першої ліги та здобув право знову грати в УПЛ. У червні 2022 року продовжив термін дії угоди ще на один сезон, проте вже в кінці року залишив команду. 
У березні 2023 року підписав угоду з футбольним клубом «Буковина» (Чернівці), за який дебютував 9 квітня того ж року в матчі Першої ліги проти клубу «Полтава», у тій же грі на 11-хвилині відзначився і дебютним голом за нову команду. Проте вже в червні того ж року у статусі вільного агента залишив розташування чернівецького клубу — Михайло провів у складі «жовто-чорних» вісім поєдинків, в яких записав у свій актив чотири голи та дві результативні передачі.
У липні 2023 року підписав контракт з клубом-дебютантом першої української ліги «Нива» (Бузова). 28 липня 2023 року зіграв першу гру за колектив із Київщини, а 11 серпня відзначився дебютним голом за нову команду, засмутивши на 4 хвилині гри голкіпера тернопільської «Ниви» Максима Механіва. У зимове міжсезоння отримав статус вільного агента, після чого кар'єру продовжив у клубі «Діназ».
Перед стартом 2024/25 сезону став гравцем друголігового клубу «Тростянець».
Наразі є гравцем аматорського клубу «Маяк» (Сарни).

## Досягнення
- Прем'єр-ліга України:
  -  Бронзовий призер (1): 2017/18
- Вища ліга Латвії:
  -  Бронзовий призер (1): 2019
- Перша ліга України:
  -  Переможець (1): 2020/21
  -  Бронзовий призер (1): 2016/17 (1-а ч. с.)
- Друга ліга України:
  -  Срібний призер (1): 2009/10 (1-а ч. с.)

## Статистика виступів
Станом на 1 липня 2024 року
| Клуб                  | Сезон   | Чемпіонат    | Чемпіонат | Чемпіонат     | Кубок | Кубок         | Єврокубки | Єврокубки     | Разом | Разом |
| Клуб                  | Сезон   | Ліга         | Ігри      | Голи (з пен.) | Ігри  | Голи (з пен.) | Ігри      | Голи (з пен.) | Ігри  | Голи  |
| --------------------- | ------- | ------------ | --------- | ------------- | ----- | ------------- | --------- | ------------- | ----- | ----- |
| «Верес» (Рівне)       | 2007/08 | Друга ліга   | 1         | 0             | -     | -             | -         | -             | 1     | 0     |
| «Верес» (Рівне)       | 2008/09 | Друга ліга   | 24        | 3             | -     | -             | -         | -             | 24    | 3     |
| «Нива» (Вінниця)      | 2009/10 | Друга ліга   | 9         | 0             | 2     | 2             | -         | -             | 11    | 2     |
| «Верес» (Рівне)       | 2009/10 | Друга ліга   | 9         | 0             | -     | -             | -         | -             | 9     | 0     |
| «Славутич» (Черкаси)  | 2011/12 | Друга ліга   | 21        | 8             | 2     | 0             | -         | -             | 23    | 8     |
| «Славутич» (Черкаси)  | 2012/13 | Друга ліга   | 26        | 9             | 1     | 0             | -         | -             | 27    | 9     |
| «Миколаїв»            | 2013/14 | Перша ліга   | 20        | 10 (2)        | 3     | 0             | -         | -             | 23    | 10    |
| «Карпати» (Львів)     | 2014/15 | Прем'єр-ліга | 21        | 1             | 3     | 1             | -         | -             | 24    | 2     |
| «Говерла» (Ужгород)   | 2015/16 | Прем'єр-ліга | 17        | 2             | 1     | 0             | -         | -             | 18    | 2     |
| «Верес» (Рівне)       | 2016/17 | Перша ліга   | 17        | 4             | 3     | 0             | -         | -             | 20    | 4     |
| «Олімпік» (Донецьк)   | 2016/17 | Прем'єр-ліга | 9         | 2             | -     | -             | -         | -             | 9     | 2     |
| «Верес» (Рівне)       | 2017/18 | Прем'єр-ліга | 20        | 6 (3)         | 1     | 0             | -         | -             | 21    | 6     |
| «Ворскла» (Полтава)   | 2017/18 | Прем'єр-ліга | 10        | 3             | -     | -             | -         | -             | 10    | 3     |
| «Ворскла» (Полтава)   | 2018/19 | Прем'єр-ліга | 10        | 0             | 1     | 0             | 4         | 0             | 15    | 0     |
| «Десна» (Чернігів)    | 2018/19 | Прем'єр-ліга | 11        | 2             | -     | -             | -         | -             | 11    | 2     |
| «Вентспілс» (Латвія)  | 2019    | Вища ліга    | 9         | 1             | 1     | 1             | 6         | 2             | 16    | 4     |
| «Верес» (Рівне)       | 2020/21 | Перша ліга   | 21        | 7 (4)         | 5     | 1             | -         | -             | 26    | 8     |
| «Верес» (Рівне)       | 2021/22 | Прем'єр-ліга | 17        | 1             | 1     | 1 (1)         | -         | -             | 18    | 2     |
| «Верес» (Рівне)       | 2022/23 | Прем'єр-ліга | 14        | 1             | -     | -             | -         | -             | 14    | 1     |
| «Буковина» (Чернівці) | 2022/23 | Перша ліга   | 8         | 4             | -     | -             | -         | -             | 8     | 4     |
| «Нива» (Бузова)       | 2023/24 | Перша ліга   | 17        | 2 (1)         | 1     | 0             | -         | -             | 18    | 2     |
| «Діназ» (Вишгород)    | 2023/24 | Перша ліга   | 8         | 0             | -     | -             | -         | -             | 8     | 0     |

| Турніри                | Матчі | Кількість забитих м'ячів |
| ---------------------- | ----- | ------------------------ |
| Прем'єр-ліга України   | 129   | 18                       |
| Кубок України          | 22    | 3                        |
| Ліга Європи УЄФА       | 10    | 2                        |
| Вища ліга Латвії       | 9     | 1                        |
| Кубок Латвії           | 1     | 1                        |
| Перша ліга України     | 91    | 27                       |
| Кубок української ліги | 2     | 2                        |
| Друга ліга України     | 90    | 20                       |
| Турнір дублерів        | 17    | 2                        |
| Всього за кар'єру      | 371   | 76                       |

| Команди             | Матчі | Кількість забитих м'ячів |
| ------------------- | ----- | ------------------------ |
| Верес (Рівне)       | 133   | 24                       |
| Славутич (Черкаси)  | 50    | 17                       |
| Ворскла (Полтава)   | 25    | 3                        |
| Карпати (Львів)     | 24    | 2                        |
| Миколаїв            | 23    | 10                       |
| Говерла (Ужгород)   | 18    | 2                        |
| Нива (Бузова)       | 18    | 2                        |
| Вентспілс           | 16    | 4                        |
| Нива (Вінниця)      | 11    | 2                        |
| Десна (Чернігів)    | 11    | 2                        |
| Олімпік (Донецьк)   | 9     | 2                        |
| Буковина (Чернівці) | 8     | 4                        |
| Діназ (Вишгород)    | 8     | 0                        |
| Всього: 13 клубів   |       |                          |